# Cláudio Hummes
Cláudio Hummes (Montenegro, 8 agosto 1934 – San Paolo, 4 luglio 2022) è stato un cardinale, arcivescovo cattolico e teologo brasiliano.

## Biografia

### Giovinezza e studi
Auri Afonso Hummes è nato nello stato di Rio Grande del Sud in Brasile da una famiglia di origine tedesca, figlio di Pedro Adão Hummes e Maria Frank, contadini, ha compiuto gli studi nel seminario francescano di Taquari, nel suo stato natale. Entrato nell'Ordine dei frati minori, ha assunto il nome religioso Cláudio, ha fatto la professione solenne il 2 febbraio 1956 ed è stato ordinato presbitero a Divinópolis, nello stato di Minas Gerais, il 3 agosto 1958.
L'anno successivo si è trasferito a Roma dove ha proseguito gli studi, laureandosi in filosofia (1963) e specializzandosi in ecumenismo a Ginevra (1968).
Tornato in Brasile, è stato prima professore presso il seminario francescano di Garibaldi (nella regione della Serra Gaúcha) e poi, dal 1969, rettore della facoltà di filosofia di Viamão.

### Ministero episcopale e cardinalato
È stato nominato vescovo il 22 marzo 1975 e consacrato il successivo 25 maggio, nella cattedrale metropolitana di Porto Alegre, dall'arcivescovo, e futuro cardinale, Aloísio Leo Arlindo Lorscheider, ed è divenuto il vescovo diocesano di Santo André, vicino a San Paolo, dove ha trascorso 21 anni, fino al 29 maggio 1996, quando ha assunto il governo dell'arcidiocesi di Fortaleza, nel Ceará.
Il 15 aprile 1998 papa Giovanni Paolo II lo ha eletto arcivescovo metropolita di San Paolo e, nel concistoro del 21 febbraio 2001, cardinale ricevendo il titolo di Sant'Antonio da Padova in Via Merulana.
A San Paolo arriva con l'etichetta di conservatore. Hummes riparte dalle vocazioni, dall'evangelizzazione di una metropoli moderna e secolarizzata, dall'attenzione ai mass media, dal confronto con le varie componenti della seconda diocesi più grande del Sudamerica. Dotato di grandi capacità di mediazione, prende le distanze dai movimenti dei contadini 'sem terra' e dai programmi di contraccezione con preservativi per frenare l'AIDS, ma attacca i governi che non si preoccupano della disoccupazione e dei poveri, si erge a strenuo difensore dei diritti umani.
Dal 18 al 19 aprile 2005 partecipa al Conclave che elegge papa il cardinale Joseph Ratzinger.
Il 31 ottobre 2006 è stato nominato da papa Benedetto XVI prefetto della Congregazione per il Clero sostituendo nella carica il cardinale Darío Castrillón Hoyos: si è trattato di un altro passo verso il riordino della Curia messo in atto da papa Ratzinger, per di più inatteso, data l'appartenenza del cardinale Hummes all'Ordine dei frati minori, in una congregazione che si occupa del clero secolare.
Lo stesso giorno rinuncia all'ufficio di arcivescovo metropolita di San Paolo e diventandone arcivescovo emerito di San Paolo.
Nel maggio 2007 ha partecipato alla V conferenza episcopale latinoamericana ad Aparecida come membro designato dal papa.
Il 7 ottobre 2010 il papa ha accettato le sue dimissioni da prefetto e da presidente del Consiglio internazionale per la Catechesi, organismo collegato alla Congregazione, per raggiunti limiti di età. Gli succede l'arcivescovo Mauro Piacenza.
Dal 12 al 13 marzo 2013 partecipa al Conclave che elegge papa il cardinale Jorge Mario Bergoglio.
L'8 agosto 2014, compiendo il suo ottantesimo compleanno, ha perso il diritto di entrare in un futuro conclave per l'elezione del sommo pontefice.
Il 29 giugno 2020 è stato eletto presidente della neonata Conferenza ecclesiale dell'Amazzonia.
È morto il 4 luglio 2022, all'età di 87 anni, a San Paolo, a causa di un cancro ai polmoni. In seguito ai solenni funerali, celebrati due giorni dopo dal suo successore cardinale Odilo Pedro Scherer, è stato sepolto all'interno della cripta della cattedrale metropolitana di San Paolo.

## Pensiero e posizioni

### Teologia della Liberazione
Negli anni settanta fu uno dei seguaci più fervidi della Teologia della Liberazione, spostandosi poi su posizioni più tradizionali. Quando era arcivescovo aprì le porte delle chiese agli operai che manifestavano contro la dittatura militare. E, sempre in quegli anni, guidò da sindacalista la protesta dei metalmeccanici. Tant'è che si occupò della Pastorale Operaia del Brasile negli anni di episcopato a Santo André.
Sui compiti che aspettano il Papa, prima del conclave dell'aprile 2005, rispondeva ai cronisti: "Fornire risposte ai progressi delle scienze, affrontare l'avanzata della povertà e proseguire nel dialogo con le altre religioni". Ma poi avvertiva: "Normalmente, i papi sorprendono sempre, scandiscono sempre un tempo nuovo per la Chiesa: nessun Papa è uguale all'altro, nessuno è la continuazione esatta del predecessore".
All'atto della sua nomina a prefetto della Congregazione per il Clero fece scalpore la sua affermazione in merito alla possibilità di rivedere il celibato sacerdotale. Affermazioni che fecero infuriare non poco il Vaticano, a tal punto che, una volta giunto a Roma, dovette fare marcia indietro e ritrattare quanto detto anche con un documento intitolato "L'importanza del celibato sacerdotale".

### Abusi da parte di alcuni membri del clero
Il 5 gennaio 2008 ha lanciato una proposta significativa: quella di istituire dei "cenacoli eucaristici", preposti a pregare, con adorazioni eucaristiche ad hoc, per le vittime dei preti pedofili e per la santificazione del clero mondiale. «Ci sono sempre stati problemi tra i preti - osserva Hummes - perché siamo tutti peccatori, però in questo tempo sono stati segnalati fatti veramente molto gravi. Ovviamente - aggiunge Hummes - si deve sempre ricordare che solo una minima parte del clero è coinvolta in situazioni gravi, neppure l'uno per cento ha a che fare con problemi di condotta morale e sessuale. La stragrande maggioranza non ha nulla a che vedere con fatti di questo genere. Ma tutti i sacerdoti hanno comunque bisogno di aiuto spirituale per continuare a vivere la propria vocazione e la propria missione nel mondo di oggi. La Chiesa, poi, ha sempre pregato per la riparazione dei peccati di tutti. È questa, ad esempio, una delle caratteristiche della tradizionale devozione al Sacro Cuore di Gesù».
Il 26 giugno 2009 ha dichiarato che "i casi di pedofilia a volte non arrivano nemmeno al 4% dei sacerdoti". Questa dichiarazione rettifica una precedente intervista dello stesso cardinale Hummes del 5 gennaio 2008 all'Osservatore Romano, in cui dichiarava che tra i sacerdoti "neppure l'uno per cento ha a che fare con problemi di condotta morale e sessuale".

### Devozione verso Hélder Câmara
Nel 2019, durante la rinnovazione del Pacto das Catacumbas pela Casa Comum, il cardinale Hummes indossò la stola che era appartenuta a Hélder Pessoa Câmara. Questo gesto rappresentava un omaggio al suo predecessore e un richiamo all'eredità del Concilio Vaticano II e all'opzione preferenziale per i poveri. Infatti, Hummes sottolineava sempre il profondo rispetto e l'ispirazione che traeva dalla figura di Câmara. 

## Genealogia episcopale e successione apostolica
La genealogia episcopale è:
- Cardinale Scipione Rebiba
- Cardinale Giulio Antonio Santori
- Cardinale Girolamo Bernerio, O.P.
- Arcivescovo Galeazzo Sanvitale
- Cardinale Ludovico Ludovisi
- Cardinale Luigi Caetani
- Cardinale Ulderico Carpegna
- Cardinale Paluzzo Paluzzi Altieri degli Albertoni
- Papa Benedetto XIII
- Papa Benedetto XIV
- Papa Clemente XIII
- Cardinale Marcantonio Colonna
- Cardinale Giacinto Sigismondo Gerdil, B.
- Cardinale Giulio Maria della Somaglia
- Cardinale Carlo Odescalchi, S.I.
- Vescovo Eugène de Mazenod, O.M.I.
- Cardinale Joseph Hippolyte Guibert, O.M.I.
- Cardinale François-Marie-Benjamin Richard de la Vergne
- Cardinale Pietro Gasparri
- Cardinale Carlo Chiarlo
- Cardinale Alfredo Vicente Scherer
- Cardinale Aloísio Leo Arlindo Lorscheider, O.F.M.
- Cardinale Cláudio Hummes, O.F.M.

La successione apostolica è:
- Arcivescovo Aldo de Cillo Pagotto, S.S.S. (1997)
- Vescovo Fernando Mason, O.F.M.Conv. (1999)
- Arcivescovo Mílton Antônio dos Santos, S.D.B. (2000)
- Vescovo Manuel Parrado Carral (2001)
- Vescovo Pedro Luiz Stringhini (2001)
- Vescovo José Benedito Simão (2002)
- Cardinale Odilo Pedro Scherer (2002)
- Vescovo Benedito Beni dos Santos (2002)
- Vescovo Caetano Ferrari, O.F.M. (2002)
- Vescovo Pedro Sbalchiero Neto, M.S. (2003)
- Vescovo José Soares Filho, O.F.M. Cap. (2003)
- Vescovo Tomé Ferreira da Silva (2005)
- Vescovo Joaquim Justino Carreira (2005)
- Vescovo João Mamede Filho, O.F.M. Conv. (2006)
- Vescovo João Alves dos Santos, O.F.M. Cap. (2006)
- Vescovo João Bosco Barbosa de Sousa, O.F.M. (2007)
- Arcivescovo Fernando José Monteiro Guimarães, C.SS.R. (2008)
- Vescovo Irineu Gassen, O.F.M. (2008)
- Vescovo Jorge Alves Bezerra, S.S.S. (2008)
- Vescovo João Inácio Müller, O.F.M. (2013)

## Scritti
- Papa Francisco e Apostolo Paulo. Lâmpadas no Caminho (Em Portuguese do Brasil), Paulus Editora 2000, ISBN 978-85-349-4172-3.
- Prêtre aujourd’hui. Relecture et fruits de l’année sacerdotale. In: Pierre de Cointet und andere: Sacerdoce et sainteté (= Revue Carmel, Heft 136). Carmel, Paris 2010, ISBN 978-2-84713-140-6, S. 20–39.
- Il Sinodo per l’Amazzonia. Nuovi cammini per la Chiesa e per una ecologia integrale, San Paolo Edizioni 2019, ISBN 978-88-922-1918-2.